# Альфонс Дежарден
Ґабріель-Альфонс Дежарден (5 листопада 1854 — 31 жовтня 1920), народився в Леві, Квебек, був співзасновником Caisses Populaires Desjardins (сьогодні Desjardins Group), попередника північноамериканських кредитних спілок і громадських банків. За його внесок у розвиток сільського господарства в провінції Квебек він був посмертно введений до Зали слави сільського господарства Квебеку в 1994 році.

## Раннє життя
Ґабріель-Альфонс Дежарден був журналістом L'écho та Le Canadien до 1879 року. Він був видавцем Débats de la Législature du Québec з 1879 до 1890 року, а також франкомовним стенографом у Палаті громад Канади з 1892 до 1917 року.

## Заснування Caisses populaires

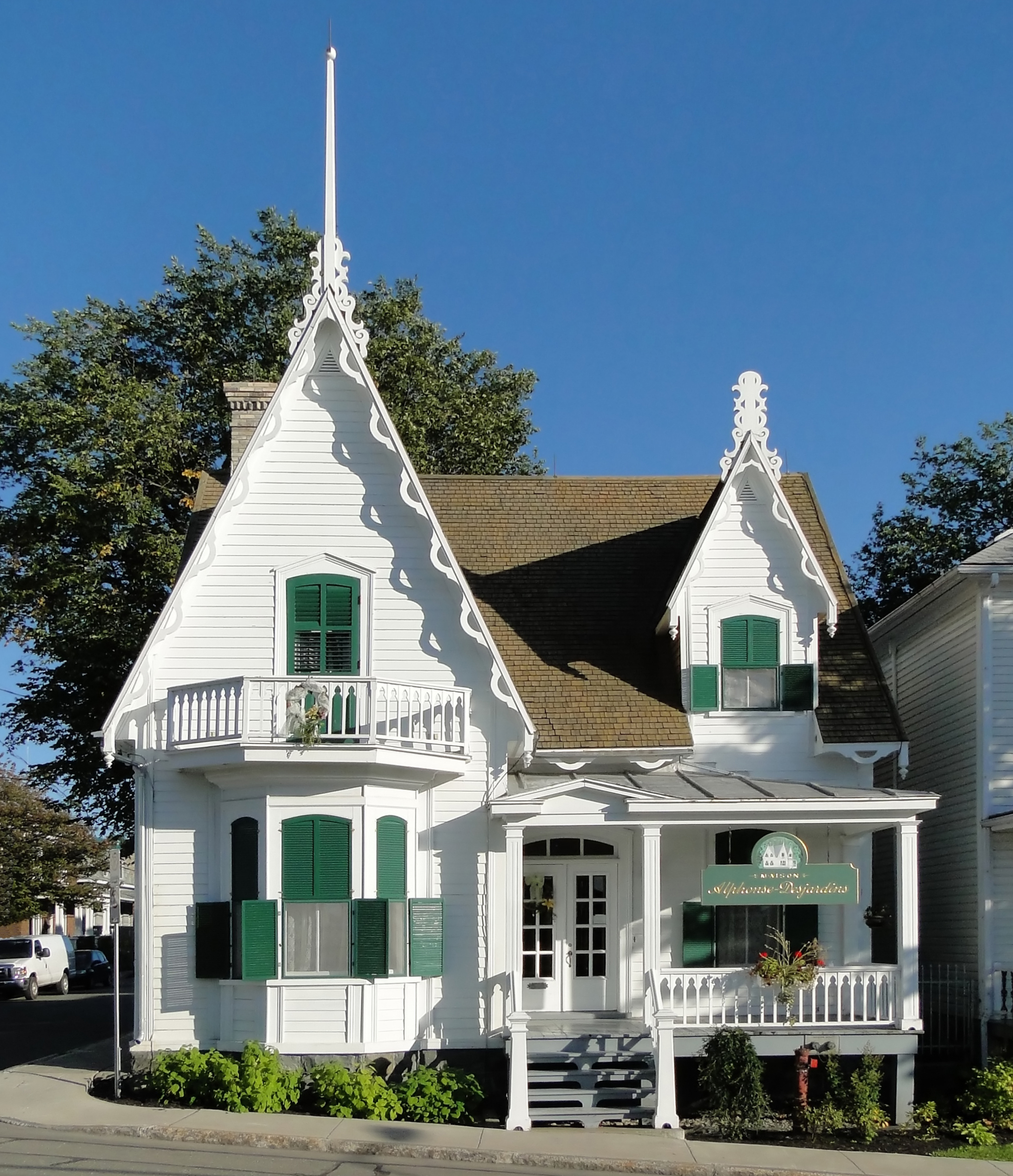
Будинок Альфонса Дежардена в Леві

У 1897 році Дежардена все більше стала непокоїти проблема лихварства і він три роки ретельно досліджував кооперативні ощадні і кредитні ініціативи в Європі та листуввся з їх засновниками. 6 грудня 1900 року Дежарден та його дружина Дорімен Руа Дежарден виступили засновниками першої каси Caisse d'épargne Desjardins у Леві та наступного місяця відкрили свій бізнес. Пізніше касу перейменовано на Caisses populaires Desjardins (а сьогодні Desjardins Group), організація була попередницею сучасних північноамериканських кредитних спілок.
Caisse populaire є синтезом чотирьох популярних ощадно-кредитних систем, первинно створених у Німеччині, Італії та Франції: caisse d'épargne, Schulze-Delitzsch bank, Raiffeisen credit cooperative та Luzzatti popular bank. Протягом усього свого життя Дежарден підтримував контакти з багатьма засновниками європейського кооперативного руху.
З 1900 по 1906 рік Дежарден заснував лише три інші каси Caisses populaires: Lauzon (1902), Hull (1903) і Saint-Malo, Québec (1905). Після того, як в Оттаві не вдалося прийняти федеральний закон, який забезпечив би канадські рамки для більшої кількості таких організацій, Дежарден спрямував свої зусилля разом із журналістами та священниками на заснування нових кас. Протягом 1907—1914 рр. Дежарден особисто заснував 146 кас.
На момент його смерті в 1920 році в Квебеку налічувалося 187 взаємодопомогових кас (30 000 членів і загальні активи майже 6 млн доларів США), 24 в Онтаріо та 9 у Сполучених Штатах.
Будинок Альфонса та Дорімен Дежарденів, де була заснована перша caisse populaire, тепер є центром, присвяченим його пам'яті, і його відвідало понад 178 000 людей зі 115 країн з моменту його відкриття як музею в 1982 році.